# Jorge Mountbatten (1961)
Jorge Mountbatten, IV marqués de Milford Haven (Londres, Reino Unido, 6 de junio de 1961) es un hombre de negocios y noble inglés.

## Biografía
Llamado George Ivar Louis Mountbatten, Lord Milford Haven es el mayor de los hijos de David Mountbatten y su segunda esposa Janet Mercedes Bryce. Con la muerte de su padre el 14 de abril de 1970, se convirtió en IV Marqués de Milford Haven y en la cabeza de la noble Casa de Mountbatten. Actualmente ocupa el puesto 484 en la línea de Sucesión al Trono Británico.

### Matrimonio y descendencia
El 8 de marzo de 1989 contrajo matrimonio en Londres con Sarah Georgina Walker (n. 17 de noviembre de 1962), hija menor de George Alfred Walker y de Jean Maureen Hatton. La pareja se divorció el 27 de febrero de 1996.
Fruto de su matrimonio nacieron dos hijos:
- Lady Tatiana Helen Georgina Mountbatten (n. Londres, 16 de abril de 1990).
- Henry (Harry) David Louis Mountbatten, Conde de Medina (n. Londres, 9 de octubre de 1991).

Lord Milford Haven contrajo segundas nupcias con Clare Husted Steel (n. Nueva York, 2 de septiembre de 1960) el 20 de agosto de 1997.

### Carrera profesional
En el año 2000 fundó uSwitch, un sitio web que ayuda a los consumidores a comparar y cambiar los proveedores de diversos servicios. La compañía fue vendida a una firma norteamericana en marzo de 2006 por  aproximadamente £210 millones ($400 millones).
Lord Milford Haven en un deportista que juega al polo.